# Districtul Mohammadia
Mohammadia este un district din provincia Mascara, Algeria.